# Leila Alaoui
Leila Alaoui (10 tháng 7 năm 1982 – 18 tháng 1 năm 2016) là một nhiếp ảnh gia và nghệ sĩ video người Pháp gốc Maroc. Cô làm nhiếp ảnh gia thương mại cho các tạp chí và tổ chức phi chính phủ và hoàn thành nhiệm vụ cho người tị nạn. Tác phẩm của cô đã được trưng bày rộng rãi và được tổ chức trong bộ sưu tập của Bảo tàng Qatar. Alaoui chết vì bị thương trong một vụ tấn công khủng bố ở Ouagadougou, Burkina Faso.

## Cuộc sống và công việc
Alaoui được sinh ra ở Paris, cha cô người Maroc và mẹ là người Pháp, và lớn lên ở ERICesh, Maroc. Trong thời thơ ấu và niên thiếu, cô thường xuyên phải đối mặt với những câu chuyện bi thảm về những người di cư chết đuối trên biển trong khi thực hiện những hành trình nguy hiểm, mà cô giải thích là những câu chuyện về sự bất công xã hội. Khi Alaoui tròn 18 tuổi, cô chuyển đến thành phố New York để học nhiếp ảnh tại Đại học Thành phố New York. Alaoui cảm thấy rằng việc học tập tại Hoa Kỳ cho phép cô trở nên "tiếp xúc nhiều hơn với các câu hỏi về xây dựng bản sắc và bản sắc". Cô trở lại Morocco vào năm 2008 
Alaoui tin rằng nhiếp ảnh và nghệ thuật có thể được sử dụng cho hoạt động xã hội, và nên được sử dụng để "phản ánh và đặt câu hỏi cho xã hội". Do đó, cô đã chọn tập trung công việc của mình vào thực tế xã hội và quốc gia về bản sắc văn hóa và sự đa dạng, di cư và dịch chuyển. Để làm điều này, cô đã sử dụng tạo hình ảnh, báo cáo và cài đặt video studio. Một trong những kỹ thuật thường được sử dụng của cô là thiết lập một studio di động ở nơi công cộng như quảng trường chợ và mời những người qua đường quan tâm được chụp ảnh. Alaoui tuyên bố rằng nguồn cảm hứng của cô cho kiểu chụp ảnh chân dung này đến từ chân dung người Mỹ của Robert Frank trong thời kỳ hậu chiến, như trong The Americans (1958). Alaoui thường nhấn mạnh chủ đề của mình, giảm thiểu hậu cảnh của một số bức chân dung của cô.
Các nhà phê bình nghệ thuật mô tả tác phẩm của cô là "hậu phương Đông", đề cập đến lý thuyết về chủ nghĩa phương Đông do Edward Said đề xuất.
Những bức ảnh của cô đã được đăng trên tờ New York Times và Vogue. Cô cũng đã hoàn thành nhiệm vụ cho chương trình truyền hình thực tế Tây Ban Nha El Mago.  Năm 2013, cô được Hội đồng tị nạn Đan Mạch ủy quyền để tạo ra một loạt chân dung của người tị nạn ở Liban. Dự án được gọi là "Natreen" ("Chúng tôi chờ"). Vào năm 2013, cô đã tạo ra một bản cài đặt video có tên "Crossings", mô tả hành trình của những người Ma rốc đi du lịch đến châu Âu. Năm 2015, cô đã hoàn thành một nhiệm vụ nhiếp ảnh "Những anh hùng hàng ngày của Syria", ở Lebanon, Jordan và Iraq, tập trung vào người Syria sống ở các khu định cư của người tị nạn. Dự án đã được hoàn thành cho Hội đồng tị nạn Đan Mạch, Văn phòng viện trợ nhân đạo của Ủy ban châu Âu và ActionAid.

## Tử vong
Alaoui được UN Women  và Tổ chức Ân xá Quốc tế thuê để thực hiện một nhiệm vụ chụp ảnh về quyền của phụ nữ ở Burkina Faso. Vào ngày 16 tháng 1 năm 2016, trong tuần đầu tiên làm nhiệm vụ, cô bị thương nặng vì tiếng súng khi ngồi trong một chiếc ô tô đỗ với tài xế bên ngoài quán cà phê Cappuccino trong khi các tay súng tấn công Cappucino và khách sạn tráng lệ. Mahamadi Ouédraogo, người lái xe, bị thương nặng và chết trong xe. Alaoui nhanh chóng được đưa đến bệnh viện và ban đầu trong tình trạng ổn định sau ca phẫu thuật. Cô đã chết ba ngày sau một cơn đau tim. Hài cốt của cô đã bay đến Maroc với chi phí của Vua Mohammed VI của Maroc.
Về cái chết của mình, giám đốc của Maison européenne de la photosie và chủ tịch của Viện Thế giới Ả Rập đã đưa ra một tuyên bố chung ca ngợi công việc của mình mang lại "tiếng nói cho người vô thanh"  và lưu ý rằng cô là "một trong những nhiếp ảnh gia triển vọng nhất thuộc thế hệ của cô ấy. " 

## Di sản
Cam kết nhân văn được Leila Alaoui thể hiện trong suốt cuộc đời và công việc của cô đã dẫn đầu sau khi cô đi qua một số cống phẩm ở Morocco, Pháp và nhiều quốc gia khác. The Biennale lần thứ 6 (tháng 2-tháng 5 năm 2016) được dành riêng cho trí nhớ của cô, cũng như Biên tập nhiếp ảnh lần thứ hai của thế giới Ả Rập đương đại ở Paris (2017).
Gia đình cô đã thành lập Quỹ Leila Alaoui vào tháng 3 năm 2016 để bảo tồn công việc của mình, bảo vệ các giá trị của cô và truyền cảm hứng và hỗ trợ các nghệ sĩ làm việc để thúc đẩy phẩm giá con người .

## Triển lãm
- ERICesh Biennial, Morocco, 2012 [21]
- ERICesh Biennial, Morocco, 2014 [21]
- Ngã tư, Bảo tàng Nhiếp ảnh và Nghệ thuật Thị giác, 2015;[7] Liên hoan video Cairo, 2015 [22]
- Tuần lễ nghệ thuật Luxembourg, tháng 11 năm 2015 [23]
- Biên niên sử nhiếp ảnh trong thế giới Ả Rập đương đại, Paris, 2015 [9]

## Bộ sưu tập
Công trình của Alaoui được tổ chức trong bộ sưu tập công cộng sau đây:
- Bảo tàng Qatar, Doha, Qatar [21]